# Leccinum
Leccinum (skælrørhat) er svampeslægt, som tilhører rørhatteordenen. De almindeligste danske svampe i denne slægt er:
- Brun skælrørhat (Leccinum scabrium)
- Rustrød skælrørhat (Leccinum quercinum)
- Orange skælrørhat (Leccinum versipelle)

- Leccinum scabrum
- Leccinum quercinum
- Leccinum versipelle

## Beskrivelse
| Kendetegn              | Brun skælrørhat (Leccinum scabrium) | Rustrød skælrørhat (Leccinum quercinum)                        | Orange skælrørhat (Leccinum versipelle)                        |
| ---------------------- | ----------------------------------- | -------------------------------------------------------------- | -------------------------------------------------------------- |
| Hat                    | 6-12 cm, brun /gråbrun              | 8 - 20 cm, dybrød                                              | 8 - 20 cm, rødligt gul                                         |
| Rør                    | hvidlige/grålige                    | gullige                                                        | grå                                                            |
| Stok                   | hvidlig med grålige skæl            | hvid med filtede skæl                                          | grålig med sorte skæl                                          |
| Kød                    | hvidt med svampet konsistens        | hvidt og fast, rødligt i brud                                  | hvidt og fast, anløber rødt                                    |
| Findested              | Ved birk                            | Ved poppel                                                     | Ved birk                                                       |
| Tidspunkt og forekomst | 07-10, hyppig                       | 08-10, almindelig                                              | 08-10, almindelig                                              |
| Kulinarisk værdi       | Kedelig smag                        | Udmærket smag efter grundig tilberedning – tåles ikke af alle! | Udmærket smag efter grundig tilberedning – tåles ikke af alle! |

## Supplerende

### Orange skælrørhat
Denne svamp er rødgul, eller gullig, med grålige rør. Hatten er stor, op til 20 cm. Kødet er hvidt, men anløber hurtigt til en mørkere, ofte næsten sort nuance. Danner mykorrhiza med birk og findes derfor kun i nærheden af birketræer. Et af de bedste kendetegn er de sorte skæl, som sidder på stokken. Svampen er relativt almindelig i birkemoser. En god spisesvamp efter grundig tilberedning.

### Rustrøs skælrørhat
Hatten er brunrød, op til 20 cm. Skællene på stokken er brune.  Danner mykorrhiza med poppel. Relativt almindelig i områder med popler. God spisesvamp efter grundig tilberedning.